# Línea Linares Baeza-Almería
La línea Linares Baeza-Almería, denominada históricamente como la línea Linares-Almería, es una línea férrea de ancho ibérico perteneciente a la red ferroviaria española. Tiene una longitud de 240,8 kilómetros y recorre las provincias de Jaén, Granada y Almería, en un trazado que transcurre por la región de Andalucía. Esta línea une la ciudad de Almería con el resto de la red ferroviaria española.
La línea fue construida entre 1890 y 1899, entrando en servicio en este último año. Las obras corrieron a cargo de la Compañía de los Caminos de Hierro del Sur de España, prolongándose estas durante casi una década debido a las serias dificultades que presentaba la orografía de la zona. En el plano histórico, la línea Linares-Almería ha destacado por ser una de las primeras de la red española cuyo trazado fue electrificado, concretamente el tramo Gérgal-Santa Fe en febrero de 1912. Durante muchos años acogió un importante tráfico de mercancías ligado a la actividad minera en la zona, que utilizaba esta ruta para poder llegar hasta el puerto de Almería. Además, una parte parte del trazado Linares-Almería formó parte del llamado ferrocarril Murcia-Granada hasta 1985.  
En la década de 1970 se realizaron numerosas intervenciones en el trazado, sustituyéndose los antiguos viaductos de hierro por otros nuevos de hormigón. A partir de esa época la línea férrea entró en decadencia, con el cierre de numerosas estaciones y la progresiva pérdida de una parte considerable de su tráfico. A esto se sumaría la desaparición de los trenes mineros a finales de la década de 1990, lo que ahondó el declive que vivía la infraestructura.  
En la actualidad según la catalogación de Adif es referida como la «línea 410».

## Historia

### Orígenes
A mediados del siglo XIX el distrito minero Linares-La Carolina se encontraba en pleno auge. La construcción de una línea férrea entre Linares y Almería estaba prevista en la Ley de Bases de Ferrocarriles de 1870, aunque esto no se terminó materializando hasta dos décadas después debido a las dificultades que conllevaba su construcción. En buena medida, ello se debió a la orografía de la zona. El primer trazado que se propuso no resultó atractivo para ningún inversor, por lo que en varias ocasiones el concurso para la concesión de la línea quedó desierto. Durante muchos años el proyecto quedó parado. 
Por influencia del industrial catalán Ivo Bosch, en mayo de 1889 el Estado convocó una subasta para la concesión de la línea que fue adjudicada el Banco General de Madrid —presidido por Bosch—. Poco después la adjudicación sería transferida a la Compañía de los Caminos de Hierro del Sur de España (CCHSE). Esta contrató los servicios de la empresa francesa Fives-Lille para la redacción del proyecto y la construcción del trazado, mientras que la supervisión general de las obras recayó en el ingeniero de caminos Rogelio de Inchaurrandieta —que asumiría el puesto de director técnico—.

### Construcción de la línea
El proyecto original difería del trazado que finalmente se construyó, ya que en un principio se ideó que el trayecto discurriera por las cercanías del santuario de Tices, salvando las dificultades orográficas que existían en el puerto de Santillana. Así, partiendo de Linares la vía tomaría una dirección sur desde Abla y cruzaría Sierra Nevada para llegar al valle del Andarax a la altura de Fondón, para luego continuar su trayecto siguiendo el citado valle. Otra consecuencia de las modificaciones respecto del proyecto original fue la variación del trazado, pues se abandonó el criterio de llegar a todas las poblaciones principales de la zona (Baeza, Úbeda, Baza, etc.) y se dio prioridad al transporte de minerales de hierro hasta el puerto de Almería.
La construcción de la línea comenzó el 16 de julio de 1890, en el tramo comprendido entre Almería capital y Gádor, aunque las obras se retrasarían durante algunos años debido a las dificultades para atravesar Sierra Mágina. En ambos extremos de la línea la empresa constructora levantó dos estaciones, la de Almería y la de Linares-San José, ambas finalizadas en 1893. Dos años después, en julio de 1895, entró en servicio el tramo comprendido entre Guadix y Almería, si bien debido a las dificultades geográficas los trabajos en el resto de secciones se alargaron algún tiempo más. A finales de 1895 se inauguró el tramo entre la estación de Baeza-Empalme y Quesada, mientras que en 1896 se prolongó la vía desde Guadix hasta Moreda. A través de Baeza-Empalme existía una conexión con la línea general de Andalucía, que controlaba la compañía MZA.
El ferrocarril Linares-Almería entró en servicio oficialmente el 14 de marzo de 1899, tras haberse completado las obras de los grandes viaductos del Guadahortuna y del Salado. La CCHSE construyó en 1904 una prolongación del trazado que unía sus instalaciones en Linares con la estación de Baeza-Empalme y la línea de la MZA. Con ello, se completó la construcción del trazado, convirtiéndose la estación de Linares-San José en el punto de inicio de su kilometraje.

### Entrada en servicio y evolución
En los años que siguieron a su inauguración se añadieron nuevas conexiones con el trazado. La CCHSE construyó una nueva línea para enlazar la vía general con Granada, que sería inaugurada en 1904. Años más tarde en la capital granadina se construiría un enlace con la línea Bobadilla-Granada y la estación de «Andaluces». Tres años después entraría en servicio la conexión de la línea con Baza y Murcia, a través de Guadix, que permitía a su vez enlazar con el Levante. También destacaría el ramal que unía la estación de Almería con el puerto, inaugurado en 1925. Allí se construyó un cargadero, el llamado Cable Inglés, para acoger los convoyes ferroviarios. La intensa actividad minera en la provincia de Almería también llevó a la construcción de varios ramales a las Minas de Alquife (1899) o a las Minas del Marquesado (1916). Este último ramal, propiedad de la Baird Mining Co. y con una longitud de 14 kilómetros, fue abierto al servicio el 20 de septiembre de 1916.

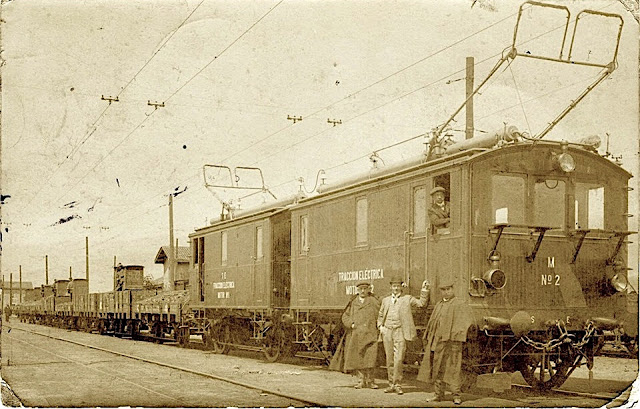
Un convoy de mercancías tirado por tracción eléctrica en la estación de Santa Fe-Alhama, c. 1912.

El tráfico de minerales experimentaba una importante dificultad en el tramo comprendido entre las estaciones de Gérgal y Santa Fe, debido a la fuerte pendiente que existía. Las locomotoras de vapor no tenían suficiente potencia para el arrastre de los trenes más pesados. Debido a ello se acometió una electrificación de esta sección, entrando en servicio en febrero de 1912. En su momento constituyó una obra pionera para el ferrocarril español, por ser una de las primeras líneas electrificadas en entrar en servicio. Ante el buen resultado que dio esta innovación, en 1918 también se electrificó el trazado comprendido entre Santa Fe y Almería.
En 1916 la gestión de la línea pasaría a manos de la Compañía de los Ferrocarriles Andaluces, que en 1929 terminaría haciéndose con su propiedad tras haberse anexionado ese año a la CCHSE. Esta situación se mantendría durante los siguientes años hasta que en mayo de 1936 el Estado se incautó «Andaluces» debido a la maltrecha situación económica que atravesaba. A su vez, adjudicó la gestión de la red que operaba a la Compañía Nacional de los Ferrocarriles del Oeste.

### Bajo RENFE y Adif
En 1941, con la nacionalización del ferrocarril de ancho ibérico, la línea Linares-Almería quedó integrada en la red de RENFE. En 1964 se sustituyó la tracción vapor de la línea por locomotoras diésel. Sin embargo, también se eliminó la electrificación original del trazado debido a su incompatibilidad con el sistema empleado por RENFE.
Durante la década de 1970 se realizaron diversas intervenciones en la línea. La mayor parte de los puentes y viaductos originales fueron sustituidos, siendo reemplazados en muchos casos por nuevas infraestructuras que eran construidas en paralelo. En 1975 la estación de Linares-San José fue clausurada definitivamente, si bien desde 1961 se encontraba cerrada al servicio de viajeros. El tramo que enlazaba las estaciones de Baeza-Empalme y Linares-San José fue suprimido en 1984. Con ello, la histórica estación de Linares-Baeza pasó a convertirse en la cabecera de la línea.
En junio de 1987 entró en servicio una nueva variante ferroviaria entre las estaciones de Doña María-Ocaña y Gérgal que reemplazaba al trazado original. La causa de este rediseño del trazado fue por la existencia de una fortísima pendiente ascendente desde la estación de Doña María-Ocaña, que obligaba a los convoyes de mercancías —con un peso de unas 2 000 toneladas— al uso de una tracción diésel cuádruple —dos locomotoras 313 delanteras y dos traseras— durante unos seis kilómetros del trazado. La entrada en servicio de esta nueva variante supuso la clausura de la estación de Nacimiento y de varios kilómetros del antiguo trazado. Algún tiempo después entró en servicio la electrificación del tramo comprendido entre Almería y Huéneja-Dólar, conectando en esta última estación con el ramal que iba a las minas del Marquesado. En Almería se había levantado en 1973 un gran silo que estaba destinado al almacenamiento del mineral de hierro. En 1996 las minas del Marquesado fueron cerradas, lo que supuso la supresión de los trenes mineros. Este hecho marcó el inexorable declive de la línea, pues perdió el que hasta entonces había sido uno de sus principales tráficos.
En enero de 2005, con la división de RENFE en Renfe Operadora y Adif, la línea pasó a depender de esta última. Desde finales de 2018, debido a los trabajos de soterramiento del ferrocarril en su entrada a la capital almeriense, la estación de Almería se encuentra fuera de servicio y los trenes con destino a la misma realizan su parada en la estación de Huércal-Viator.

## Trazado y características
Se trata de una línea convencional de ancho ibérico (1668 mm), parcialmente electrificada y de vía única. El tramo comprendido entre las estaciones de Huéneja-Dólar y Almería está electrificado a 3 KV. El trazado tiene una longitud de 250,618 km. Dispone de bloqueo automático con CTC, por lo que no precisa de personal de circulación en las estaciones, y utiliza para las telecomunicaciones el sistema Tren-Tierra, además del sistema de seguridad ASFA. La velocidad máxima autorizada es de 140 km/h, aunque existen numerosas limitaciones de velocidad inferiores a lo largo de la línea. Admite trenes de viajeros de hasta 270 m de longitud y de mercancías de hasta 450 m.
El trazado sigue el kilometraje original de la línea, cuyo punto de partida se encontraba en la antigua estación de Linares-San José. Una de las principales características de esta línea es que atraviesa zonas con una complicada orografía. Ya en el momento de su inauguración algunos de los puentes y viaductos construidos constituían los de mayor tamaño de toda la red ferroviaria española de entonces. Entre otros destacan el viaducto del Salado, el puente del Anchurón o el puente del Hacho. El trazado también presenta más de una decena de túneles de diversa longitud.

## Tráfico actual

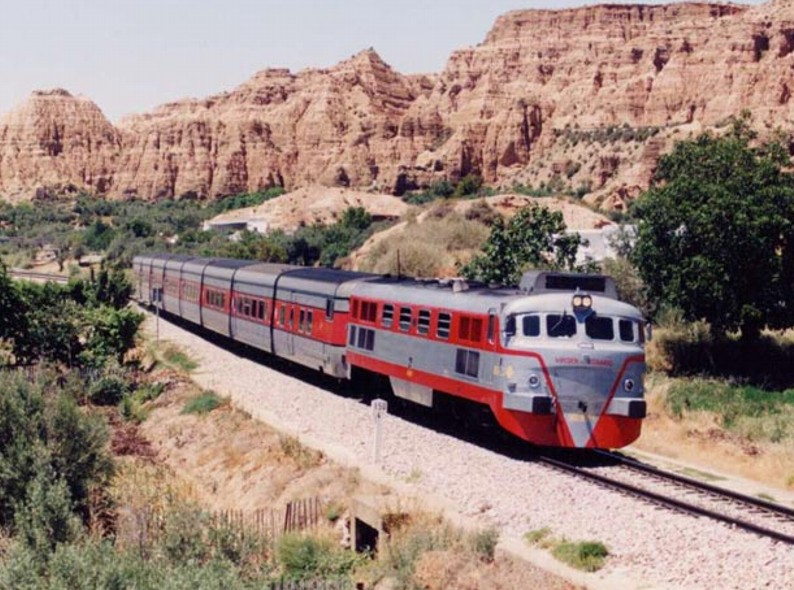
Un tren Talgo III circulando cerca de Guadix, en la década de 1990.

La línea es la única que actualmente llega a la ciudad de Almería, por lo que acoge la totalidad de su tráfico ferroviario. Además, gracias al ramal Moreda-Granada recoge el tráfico ferroviario entre Granada y Almería. La línea perdió en 2006 los trenes entre Granada y Madrid, debido al avance de las líneas de alta velocidad y la construcción de un acceso diferente al de Despeñaperros, el NAFA, que dismunuye el tiempo de viaje utilizando las vías de Alta Velocidad entre Antequera y Córdoba. En larga distancia la línea es utilizada por los servicios Madrid-Almería que utilizan la línea completa a razón de un servicio diario por sentido.
Los servicios regionales antiguamente contaban con una línea de Media Distancia, la línea 71, que circulaba desde Linares-Baeza alternativamente a Granada y Almería. Esta línea fue suprimida el 2 de junio de 2013. Además, la línea 68 (Granada-Almería) utiliza la línea entre el triángulo de Moreda y Almería. Es el servicio de mayor frecuencia, con cuatro trenes diarios por sentido.